# Pacific (Washington)
Pacific is een plaats (city) in de Amerikaanse staat Washington, en valt bestuurlijk gezien onder King County en Pierce County.

## Demografie
Bij de volkstelling in 2000 werd het aantal inwoners vastgesteld op 5527.
In 2006 is het aantal inwoners door het United States Census Bureau geschat op 5859, een stijging van 332 (6,0%).

## Geografie
Volgens het United States Census Bureau beslaat de plaats een oppervlakte van
6,6 km², geheel bestaande uit land.

## Plaatsen in de nabije omgeving
De onderstaande figuur toont nabijgelegen plaatsen in een straal van 8 km rond Pacific.